# Wootton Creek
Wootton Creek är en vik i Storbritannien.   Den ligger i riksdelen England, i den södra delen av landet, 120 km sydväst om huvudstaden London. Wootton Creek ligger på ön Isle of Wight.